# OBX Index
| OBX Index      | OBX Index        |
| Stammdaten     | Stammdaten       |
| -------------- | ---------------- |
| Staat          | Norwegen         |
| Börse          | Osloer Börse     |
| ISIN           | NO0000000021     |
| WKN            | 171747           |
| Symbol         | OBX              |
| RIC            | ^OBX             |
| Bloomberg-Code | OBX <INDEX>      |
| Kategorie      | Aktienindex      |
| Typ            | Performanceindex |
| Familie        | OBX-Indizes      |

Der OBX Index (Oslo Børs Index) ist der wichtigste Aktienindex an der Osloer Börse in Norwegen. In dem Finanzindex sind die nach Marktliquidität 25 bedeutendsten Unternehmen des Landes gelistet.

## Berechnung
Der OBX Index ist technisch gesehen ein Performanceindex. Er besteht aus den 25 meist gehandelten Aktien der Osloer Börse, wobei die Börsenumsätze der vergangenen sechs Monate maßgeblich sind. Bei der Gewichtung werden nur die frei handelbaren Papiere der Aktiengesellschaften berücksichtigt. Beim OBX Index wird unterstellt, dass alle Bardividenden und sonstigen Einnahmen aus dem Besitz der Aktien, wie Bezugsrechtserlöse und sonstige Nebenwerte, wieder in Aktien des Index reinvestiert werden.
Die ausgeschütteten Dividenden werden zum gewichteten Kurswert des Indexes hinzugerechnet: Erfolgt eine Ausschüttung an die Anleger, reduziert sich der Aktienkurs in der Regel um den Betrag der Dividende. Die Zahlungen werden dem Kurs unmittelbar wieder zugeschlagen. Die Berechnung wird während der Handelszeit von 9:00 Uhr bis 17:30 Uhr MEZ jede Sekunde aktualisiert. Eine Überarbeitung der Zusammensetzung des Index erfolgt zweimal jährlich, im Juni und Dezember.

## Geschichte

### 20. Jahrhundert

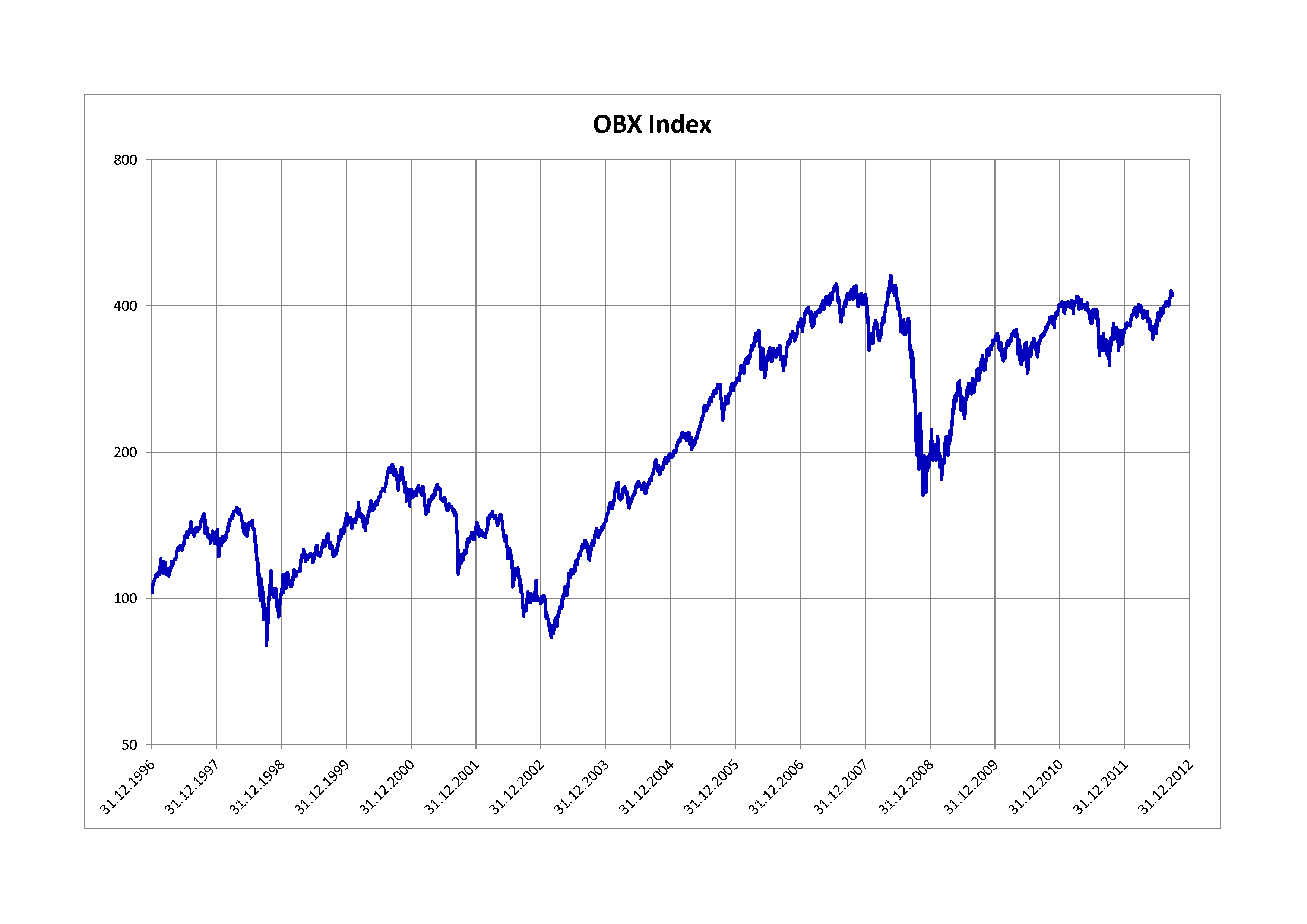
OBX Index 1996–2012

Der OBX Index wurde seit dem 1. Januar 1987 als Kursindex berechnet. Die Indexbasis lag zunächst bei 200 Punkten. Mit Wirksamkeit zum 21. April 2006 stellte die Osloer Börse die Berechnung auf eine neue Basis. Auf Wunsch zahlreicher Marktteilnehmer ermittelt sie den Punktestand des OBX Index seitdem als Performanceindex. Gleichzeitig erfolgte ein Indexsplit im Verhältnis 4 zu 1. Der Basiswert von 1987 beträgt seitdem 50 Punkte. Am 20. April 2006 wurde für den OBX ein Schlussstand von 1.382,33 Punkten berechnet. Der Eröffnungskurs nach dem Split lag am 21. April 2006 bei 345,58 Punkten.
Am 29. Dezember 1989 schloss der norwegische Leitindex rechnerisch mit 102,24 Punkten erstmals über der Grenze von 100 Punkten. Am 2. August 1990 beendete der Index den Handel bei 129,84 Punkten. Im Verlauf der Rezession Anfang der 1990er Jahre sank der OBX Index bis zum 15. Januar 1991 auf einen Schlussstand von 78,33 Punkten. Das entspricht seit August 1990 einem Verlust von 39,7 Prozent. Nach einem Anstieg bis zum 26. August 1991 bis auf 104,82 Punkte fiel der Aktienindex in den folgenden 12 Monaten um 49,2 Prozent. Am 25. August 1992 beendete der OBX Index den Handel bei 53,25 Punkten.
Am 24. April 1998 schloss das Börsenbarometer bei 192,20 Punkten. Der Gewinn seit August 1992 beträgt 261,0 Prozent. In den Jahren 1997 und 1998 kam es in Teilen der Welt zu Finanz-, Währungs- und Wirtschaftskrisen (Asienkrise, Russlandkrise, Brasilienkrise). Durch die Krisen waren die Anleger in Norwegen nervös geworden und es kam zu einem verstärkten Kapitalabfluss. Am 8. Oktober 1998 beendete der OBX Index den Handel bei 98,64 Punkten. Der Verlust seit Juli 1998 beträgt 48,7 Prozent.
In den kommenden drei Jahren erzielte der Aktienindex zahlreiche Rekorde. Am 24. Juli 2000 beendete er den Handel zum ersten Mal über der Grenze von 200 Punkten. Am 14. September 2000 schloss der OBX Index mit 223,96 Punkten auf einem Rekordstand. Der Gewinn seit Oktober 1998 liegt bei 127,0 Prozent.

### 21. Jahrhundert
Nach dem Platzen der Spekulationsblase im Technologiesektor (Dotcom-Blase) fiel der Index bis zum 25. Februar 2003 auf einen Tiefststand von 94,32 Punkten. Das war ein Rückgang seit September 2000 um 57,9 Prozent. Der 25. Februar 2003 bedeutet das Ende der Talfahrt. Ab dem Frühjahr 2003 begann der OBX Index wieder zu steigen. Am 30. Januar 2006 schloss der Index mit 302,25 Punkten erstmals über der Grenze von 300 Punkten und am 26. April 2007 mit 400,79 Punkten zum ersten Mal über der 400-Punkte-Marke. Am 22. Mai 2008 markierte der norwegische Leitindex mit einem Schlussstand von 462,70 Punkten ein Allzeithoch. Der Zuwachs seit Februar 2003 beträgt 390,6 Prozent.
Im Verlauf der internationalen Finanzkrise, die im Sommer 2007 in der US-Immobilienkrise ihren Ursprung hatte, begann der OBX Index wieder zu sinken. Am 16. Oktober 2008 schloss er mit 197,02 Punkten unter der 200-Punkte-Marke. Einen neuen Tiefststand erzielte der Aktienindex am 21. November 2008, als er den Handel mit 162,92 Punkten beendete. Seit dem Allzeithoch vom 22. Mai 2008 entspricht das einem Rückgang um 64,8 Prozent. Es ist der größte Sturz in der Geschichte des OBX Index.
Der 21. November 2008 markiert den Wendepunkt der Talfahrt. Ab dem Herbst 2008 war der Index wieder auf dem Weg nach oben. Bis zum 6. April 2011 stieg er um 157,1 Prozent auf einen Schlussstand von 418,90 Punkten. Die Abschwächung der globalen Konjunktur und die Verschärfung der Eurokrise führten zu einem Kurseinbruch des Index. Am 4. Oktober 2011 beendete der OBX Index den Handel bei 301,03 Punkten. Der Verlust seit dem 6. April 2011 beträgt 28,1 Prozent.
Die Ankündigung neuer Anleihekaufprogramme der Europäischen Zentralbank und der US-Notenbank in grundsätzlich unbegrenztem Umfang führte zu einer Erholung der Kurse am Aktienmarkt. Die monetären Impulse spielten eine größere Rolle bei der Kursbildung, als die weltweite Wirtschaftsabkühlung und die Lage der Unternehmen. Am 14. September 2012 schloss der Index bei 430,38 Punkten und damit um 43,0 Prozent höher als am 4. Oktober 2011.

### Höchststände
Die Übersicht zeigt die Allzeithöchststände des OBX Index.
|                      | Punkte | Datum             |
| -------------------- | ------ | ----------------- |
| auf Schlusskursbasis | 882,06 | 1. September 2018 |

### Meilensteine
Die Tabelle zeigt die Meilensteine des OBX Index.
| Erster Schlussstand über | Schlussstand in Punkten | Datum             |
| ------------------------ | ----------------------- | ----------------- |
| 50                       | 50,00                   | 1. Januar 1987    |
| 100                      | 102,24                  | 29. Dezember 1989 |
| 150                      | 150,20                  | 17. Februar 1997  |
| 200                      | 200,16                  | 24. Juli 2000     |
| 250                      | 250,67                  | 8. Juli 2005      |
| 300                      | 302,25                  | 30. Januar 2006   |
| 350                      | 351,60                  | 24. April 2006    |
| 400                      | 400,79                  | 26. April 2007    |
| 450                      | 454,07                  | 19. Mai 2008      |

### Jährliche Entwicklung
Die Tabelle zeigt die jährliche Entwicklung des OBX Index seit 1986.
| Jahr | Schlussstand in Punkten | Veränderung in Punkten | Veränderung in % |
| ---- | ----------------------- | ---------------------- | ---------------- |
| 1986 | 50,00                   |                        |                  |
| 1987 | 45,48                   | −4,52                  | −9,04            |
| 1988 | 67,24                   | 21,76                  | 47,85            |
| 1989 | 102,24                  | 35,00                  | 52,05            |
| 1990 | 87,73                   | −14,51                 | −14,19           |
| 1991 | 80,15                   | −7,58                  | −8,64            |
| 1992 | 66,13                   | −14,02                 | −17,49           |
| 1993 | 96,38                   | 30,25                  | 45,74            |
| 1994 | 100,84                  | 4,46                   | 4,63             |
| 1995 | 101,77                  | 0,93                   | 0,92             |
| 1996 | 133,15                  | 31,38                  | 30,83            |
| 1997 | 169,09                  | 35,94                  | 26,99            |
| 1998 | 125,45                  | −43,64                 | −25,81           |
| 1999 | 178,48                  | 53,03                  | 42,27            |
| 2000 | 195,92                  | 17,44                  | 9,77             |
| 2001 | 162,58                  | −33,34                 | −17,02           |
| 2002 | 110,85                  | −51,73                 | −31,82           |
| 2003 | 156,49                  | 45,64                  | 41,17            |
| 2004 | 205,40                  | 48,91                  | 31,25            |
| 2005 | 278,21                  | 72,81                  | 35,45            |
| 2006 | 371,37                  | 93,16                  | 33,49            |
| 2007 | 422,08                  | 50,71                  | 13,65            |
| 2008 | 199,13                  | −222,95                | −52,82           |
| 2009 | 339,32                  | 140,19                 | 70,40            |
| 2010 | 400,40                  | 61,08                  | 18,00            |
| 2011 | 357,60                  | −42,80                 | −10,69           |
| 2012 | 410,30                  | 52,70                  | 14,74            |
| 2013 | 602,80                  | 112,28                 | 22,89            |
| 2014 | 619,74                  | 16,94                  | 2,81             |
| 2015 | 648,96                  | 29,22                  | 4,71             |
| 2016 | 764,66                  | 115,70                 | 17,83            |
| 2017 | 906,98                  | 142,32                 | 18,61            |
| 2018 | 902,30                  | −4,68                  | −0,52            |
| 2019 | 1032,24                 | 129,94                 | 14,40            |
| 2020 | 1047,59                 | 15,35                  | 1,49             |
| 2021 | 1307,69                 | 260,10                 | 24,83            |
| 2022 | 1362,68                 | 54,99                  | 4,21             |
| 2023 | 1519,32                 | 156,64                 | 11,49            |

## Zusammensetzung
Der OBX Index setzt sich aus folgenden Unternehmen zusammen (Stand: 30. September 2024):
| Unternehmen           | Logo | Branche           | Indexgewichtung in % |
| --------------------- | ---- | ----------------- | -------------------- |
| Aker BP               |      | Öl                | 5,74                 |
| BW LPG                |      | Reederei          | 1,01                 |
| DNB                   |      | Banken            | 10,01                |
| Equinor               |      | Öl und Gas        | 14,90                |
| Frontline             |      | Reederei          | 1,87                 |
| Gjensidige Forsikring |      | Versicherungen    | 3,17                 |
| Golden Ocean Group    |      | Reederei          | 0,89                 |
| Hafnia                |      | Reederei          | 1,70                 |
| Höegh Autoliners      |      | Reederei          | 1,25                 |
| Kongsberg Gruppen     |      | Rüstung           | 7,29                 |
| Mowi                  |      | Nahrungsmittel    | 6,69                 |
| MPC Container Ships   |      | Reederei          | 0,74                 |
| Nordic Semiconductor  |      | Halbleiter        | 1,49                 |
| Norsk Hydro           |      | Aluminium         | 7,17                 |
| Norwegian Air Shuttle |      | Luftverkehr       | 0,80                 |
| Orkla                 |      | Nahrungsmittel    | 5,99                 |
| SalMar                |      | Nahrungsmittel    | 3,23                 |
| Storebrand            |      | Versicherungen    | 4,17                 |
| Subsea 7              |      | Bohrtechnik       | 3,10                 |
| Telenor               |      | Telekommunikation | 6,67                 |
| TGS                   |      | Dienstleistungen  | 1,56                 |
| Tomra Systems         |      | Maschinenbau      | 2,77                 |
| Vår Energi            |      | Öl und Gas        | 2,29                 |
| Wallenius Wilhelmsen  |      | Reederei          | 1,05                 |
| Yara International    |      | Dünger            | 4,44                 |